# غابرييل بوريك
غابرييل بوريتش فونتي (بالإسبانية: Gabriel Boric Font)‏ هو سياسي يساري تشيلي، عضو في حزب التقارب الاجتماعي، ولد في 11 فبراير 1986 في بونتا أريناس.
وهو رجل دولة تشيلي. أحد أوجه الحركة الطلابية لعام 2011، شغل منصب نائب منذ 2014 وأصبح مرشح اليسار الراديكالي في الانتخابات الرئاسية لعام 2021، والتي فاز بها في الجولة الثانية ضد المرشح اليميني المتطرف خوسيه أنطونيو كاست.
في 19 ديسمبر 2021، انتخب غابرييل بوريتش رئيسًا للجمهورية، وذلك بعد حصوله على 56% من الأصوات أمام منافسه خوسيه أنطونيو كاست الذي حصل على 44%.
بلغ من العمر 35 عامًا وقت انتخابه، وهو أصغر رئيس منتخب في تاريخ البلاد. ونُصب رئيسًا في 11 مارس 2022، ليخلف الرئيس المنتهية ولايته سبستيان بنييرا.

## المولد والنشأة
ولد غابريال بوريك يوم 11 فبراير 1986 في مدينة بونتا أريناس، في أقصى جنوب تشيلي حيث ترعرع رفقة أخويه الاثنين في عائلة يسارية كانت تصوت دائما لصالح الحزب الاشتراكي التشيلي.
شارك بين عامي 1999 و 2000 في إعادة إنشاء اتحاد طلاب المدارس الثانوية في بونتا أريناس. ثم انتقل عام 2004 للدراسة في كلية الحقوق بجامعة تشيلي في العاصمة سانتياغو حيث تزعم جمعية طلاب الجامعة. ثم تدرج ليصبح عام 2008 مستشارا لاتحاد الطلاب في كليته ثم أصبح رئيسا لمركز طلاب القانون عام 2009، وهو العام الذي قاد فيه احتجاجا لمدة 44 يوما، ومثّل الطلاب كعضو في مجلس الشيوخ بالجامعة.
كان مرشحا في ديسمبر 2011 لقيادة اتحاد طلاب جامعة تشيلي، حيث تم انتخابه رئيسا بنسبة 30.52% من الأصوات.
كما أنه غير متزوج حتى الآن.

## المسيرة السياسية
شارك في الانتخابات البرلمانية مرشحا مستقلا، أواخر عام 2013، وانتُخب عضوا في مجلس النواب عن منطقة ماغالانيس والقطب الجنوبي التشيلي. دخل البرلمان التشيلي منذ 2014 وقاد ائتلافًا يساريًّا مع الحزب الاشتراكي.
في البداية، رفض بوريك الترشح للانتخابات الرئاسية، مبررا ذلك بأنه لا يمتلك الخبرة الكافية لتسيير البلاد، لكنه قَبل في آخر المطاف وانتصر في الانتخابات الداخلية لليسار الراديكالي ممثلا عن «الجبهة الموسعة» التي تأسست في 2017 وتضم أطياف اليسار. وقد واجه بوريك المرشح اليميني أنتونيو كاست والذي فاز في الجولة الأولى من الانتخابات بينما احتل بوريك المركز الثاني. انقلبت المعادلة في الجولة الثانية ومنح الناخب التشيلي الفوز للزعيم الطلابي السابق، القادم من ساحات الاحتجاج والنضال المباشر ضد سياسات اليمين التي شهدتها البلاد خلال السنوات الأخيرة. حيث انتخب في 19 ديسمبر 2021، رئيسًا للجمهورية، وذلك بعد حصوله على 56% من الأصوات أمام منافسه خوسيه أنطونيو كاست الذي حصل على 44%.

## مواقفه الخارجية
يبدي بوريك إعجابه بمسار بعض الزعماء اليسارين، على غرار رئيس فنزويلا الراحل هوغو تشافيز والزعيم الكوبي فيدل كاسترو.

### مناصر للقضية الفلسطينية
يعتبر غابريال بوريك من مناصري القضية الفلسطينية، ومعاديا للسياسات «الإسرائيلية». حيث زار عام 2018 الضفة الغربية رفقة نائبين آخرين، والتقى آنذاك بالرئيس محمود عباس. وفي 7 أكتوبر 2021 قال بوريك في مقابلة تلفزيونية: «نعم، إسرائيل دولة إبادة ودولة إجرامية. يجب أن ندافع عن حقوق الإنسان مهما كانت قوة الدول». وكان قد أيد بقوة مقاطعة المنتجات والبضائع المستوردة من «إسرائيل».
كما سارعت الجالية الفلسطينية في تشيلي لتهنئة الرئيس المنتخب، عبر رسالة موقّعة من رئيسها «موريس خميس ماسي». كما هنّأ رئيس السلطة الفلسطينية محمود عباس، الرئيس الجديد بوريك، قائلًا في رسالته: «إننا نثمن عالياً دفاعكم المشهود له عن قضايا الحق والعدل والمساواة، تلك القضايا التي تتجسد جلياً في القضية الفلسطينية العادلة».

## عضو مجلس النواب (2014-2022)
خاض بوريك الانتخابات البرلمانية عام 2013 كمرشح مستقل لتمثيل المنطقة 60 (حاليًا المنطقة 28)، والتي تشمل منطقة ماغالانيس والقطب الجنوبي التشيلي. انتُخب بأغلبية 15418 صوتًا (26.2%)، وهو أعلى رقم يحصل عليه أي مرشح في المنطقة. سلّطت وسائل الإعلام الضوء على حقيقة أن بوريك انتُخب خارج ائتلاف انتخابي، وبذلك نجح في اختراق نظام الانتخابات التشيلية الثنائية.
أدى بوريك اليمين كعضو في مجلس النواب في 11 مارس 2014. خلال فترة ولايته الأولى، كان بوريك عضوًا في لجان حقوق الإنسان والشعوب الأصلية؛ المناطق المتطرفة والقطب الجنوبي التشيلي؛ والعمل والضمان الاجتماعي. كان بوريك إلى جانب النواب الشباب المنتخبين الآخرين الذين كانوا جزءًا من احتجاجات عام 2011: كاميلا فاليغو وجورجيو جاكسون وكارول كاريولا. كان النواب نشطين للغاية في المناقشات المتعلقة بالإصلاحات التعليمية التي اقترحتها حكومة ميشيل باشليت الثانية. ذُكر بوريك كواحد من أكثر السياسيين شعبية في تشيلي وفقًا لاستطلاعات الرأي المختلفة.
حُلّ حزب اليسار المستقل عام 2016 بعد خلافات حول مستقبل الجماعة، حيث اقترح بوريك نهجًا أكثر تطورًا وحوارًا مع حكومة باتشيليت من يسار الوسط. كان الخلاف الآخر هو أن قيادة اليسار المستقل فضلت الاستمرار في التركيز على السياسة الطلابية. أسّس بوريك ونيكولاس غراو وخورخي شارب وجونزالو وينتر حركة الاستقلال الذاتي بهدف الانضمام إلى القوى السياسية الأخرى وإنشاء تحالف يساري جديد، على غرار جبهة الأوروغواي الواسعة. شهدت حركة الاستقلال الذاتي الجديدة نتائج انتخابية جيدة. على سبيل المثال، انتُخب خورخي شارب، أحد أقرب أصدقاء بوريك، رئيسًا لبلدية فالبارايسو في الانتخابات البلدية لعام 2016. في يناير 2017، أطلقت حركة بوريك الجبهة التشيلية (جبهة أمبليو) جنبًا إلى جنب مع الأحزاب والتجمعات الجديدة الأخرى، بما في ذلك ثورة جاكسون الديمقراطية. كان بوريك آنذاك أحد القادة وراء حملة بياتريس سانشيز في الانتخابات الرئاسية لعام 2017.
في الانتخابات العامة لعام 2017، ترشّح بوريك لإعادة انتخابه كمرشح مستقل يدعمه الحزب الإنساني. حصل على 18.626 صوتًا (32.8%)، ما أدى إلى زيادة عدد أصواته مقارنة بعام 2013 وأصبح ثاني أكثر النواب تصويتًا في البلاد في ذلك الوقت.
كانت النتائج الإجمالية للجبهة في انتخابات عام 2017 جيدة، عندما أصبحت ثالث أكبر قوة سياسية في تشيلي، حافزًا لإعادة تنظيم التحالف وأعضائه. قررت حركة الحكم الذاتي جنبًا إلى جنب مع حركات أخرى أصغر عام 2018 أن تصبح حزبًا سياسيًا يسمى التقارب الاجتماعي.

## حياته الشخصية

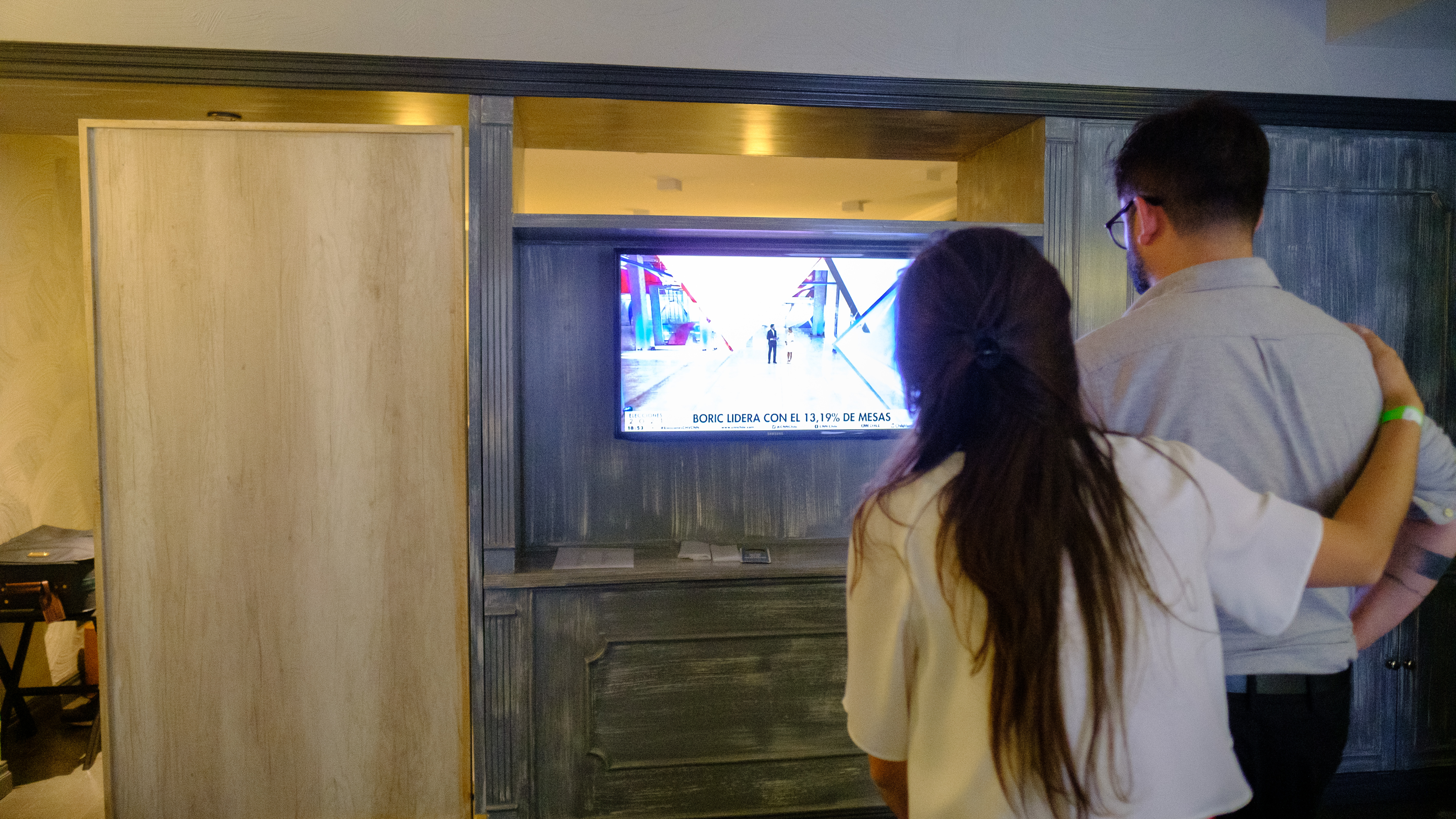
إيرينا كارامانوس في ترشح غابرييل بوريتش للرئاسة

كان غابرييل بوريك صريحًا بشأن قضايا الصحة العقلية ومعاناته مع اضطراب الوسواس القهري، بعد أن شُخّص به عندما كان طفلًا. أخذ إجازة من الكونغرس لبضعة أسابيع بعد دخوله المستشفى بسبب ذلك في 2018. كان تحسين خدمات الصحة العقلية، خاصة بعد جائحة كوفيد-19، أحد القضايا المركزية في حملته الرئاسية.
نشأ في أسرة كاثوليكية متدينة. ومع ذلك، يعتبر بوريك نفسه ملحدًا. كان على علاقة مع عالمة الأنثروبولوجيا وعالمة الاجتماع إيرينا كارامانوس منذ عام 2019. خلال حملة بوريك الرئاسية، صرّحت كارامانوس بوجوب إعادة النظر في دور السيدة الأولى في نهج يناسب العصر الحديث بشكل أفضل.
أصبح حب بوريك لموسيقى الروك والميتال معروفًا على نطاق واسع خلال الحملة الانتخابية الرئاسية. والجدير بالذكر أنه نشر كثيرًا في وسائل التواصل الاجتماعي حول بعض الفرق الموسيقية المفضلة لديه، بوريك هو مؤيد قوي لفريق كرة القدم يونيفرسيداد كاتوليكا.
بوريك، كواحد من أصغر أعضاء مجلس النواب، كان يستخدم عادة الملابس غير الرسمية (بما في ذلك الجينز والقمصان) في جلسات الكونغرس وحتى أنه كان لديه تسريحة شعر الموهوك لبضعة أشهر. في عام 2014، كان هناك بعض الجدل بعد أن لم يرتدي بوريك ربطة عنق أو يرتدي سترة رسمية عندما انضم إلى الغرفة واشتكى نائب يميني من ذلك علنًا. خلال حملته الرئاسية، تبنى بوريك مظهرًا أكثر رسمية لكنه لم يرتدي ربطات العنق. كما أنه سيكون أول رئيس دولة في أمريكا اللاتينية لديه وشم مرئي. تشير التصاميم في ذراعيه وظهره إلى منطقته الأصلية، بما في ذلك خريطة منطقة ماغالانيس وشجرة لينغا ومنارة.

## روابط خارجية
- غابريال بوريك.. شاب يساري مناصر لفلسطين يتربع على عرش تشيلي ، موسوعة الجزيرة.
- كلمة أمام الجموع - يوتيوب - الصفحة الرسمية للحزب